# Sonata para piano n.° 18 (Schubert)

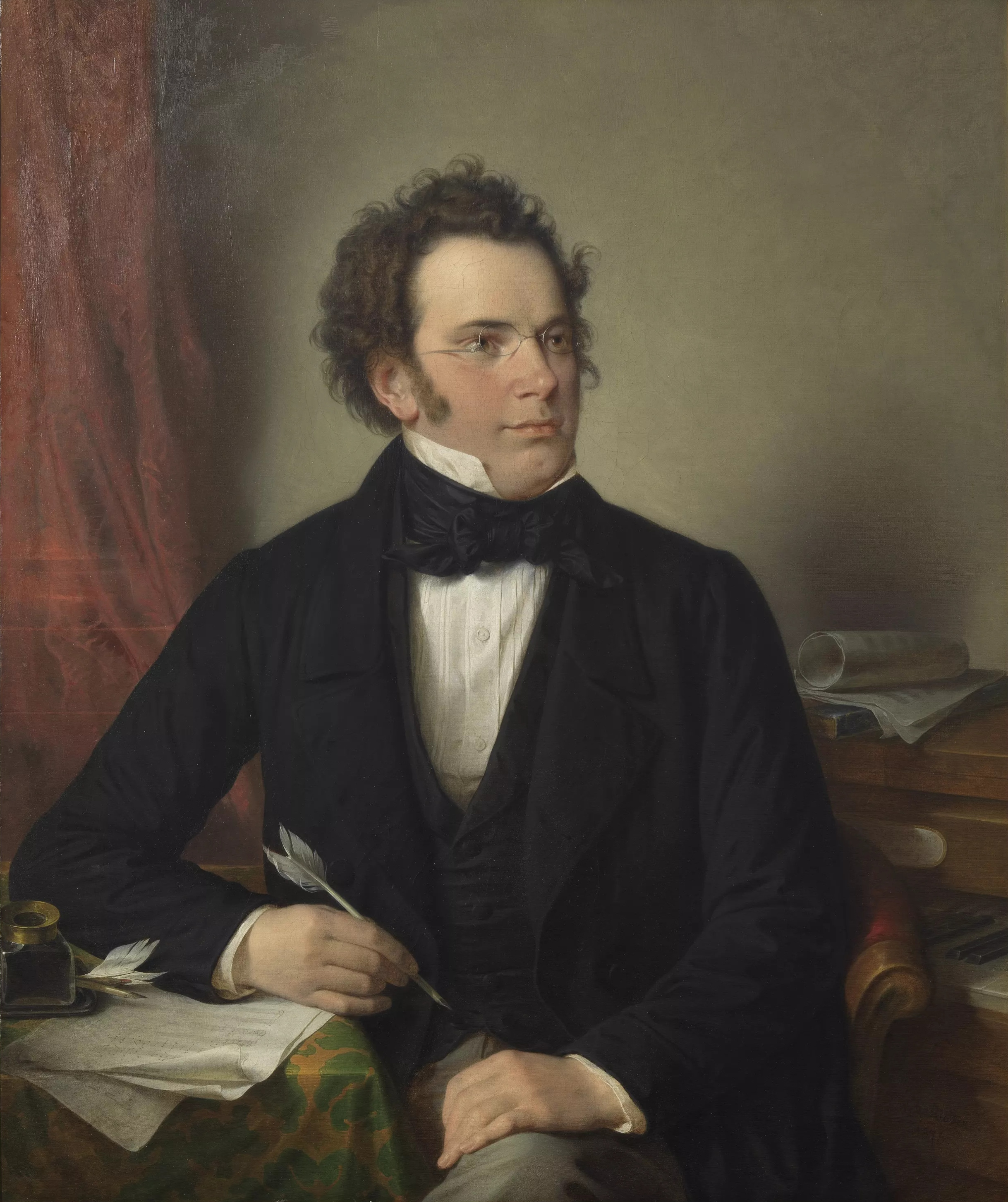
Franz Schubert en 1825, por Wilhelm August Rieder

La Sonata para piano en sol mayor, D. 894, publicada como Fantaisie, Andante, Menuetto y Allegretto, es la decimoctava sonata de Franz Schubert, compuesta en octubre de 1826.

## Composición y dedicatoria
Esta sonata, aislada en la producción de Schubert, fue escrita poco después de su último cuarteto de cuerda ( n.º 15 ), también en sol mayor.
En la mente del compositor, siguió a las tres sonatas anteriores escritas en 1825 ( n.º 15 en Do mayor, sin terminar, n.º 16, D 845 en La menor y n.º 17 en re mayor). Es además una de las únicas publicadas en vida del compositor en 1827 con el número de opus 78, después de la n.º 16 ( op. 42 ) y la n.º 17 ( op. 53 ). 
Está dedicada a su amigo Josef von Spaun. Muy conmovido, envió a Schubert la carta siguiente el 15 de diciembre de 1826: « Con verdadero placer acepto la honrosa dedicatoria que me ha hecho el Sr. Franz Schubert de su cuarta sonata para fortepiano.» 

## Carácter
Robert Schumann la consideró como "la más perfecta de todas [las sonatas de Schubert] en espíritu y forma", y Franz Liszt lo apreció mucho y lo llamó « poema virgiliano ».
La pianista inglesa y especialista en la obra de Schubert, Imogen Cooper, ha descrito la Sonata en sol mayor como "una de las sonatas plenamente serenas que escribió". Pero añade que, naturalmente, como siempre ocurre con Schubert, aparecen pasajes contrastantes que se convierten en tormentosos y algo oscuros; pero el humor global de la obra es de paz y luminosidad, de forma similar a lo que se observa en el Cuarteto de cuerda en sol mayor, escrito unos meses antes. Cooper también comenta que "el último movimiento tiene un ingenio enorme, con uno o dos momentos de una gran indignación, como si una nube tapara el sol de golpe; pero entonces el sol vuelve a salir."
El tema inicial del tercer movimiento es extraordinariamente similar al segundo tema del primer movimiento del Trío para piano núm. 2 de Schubert, tanto en el ritmo como en la progresión melódica.
Peter Pesic comenta una observación de Donald Francis Tovey sobre el uso de un "círculo de sextas" en el cuarto movimiento de esta sonata, en la secuencia sol → mi♭ → si = do♭ → sol = la♭♭.
Sviatoslav Richter ha declarado que ésta era su sonata favorita de Schubert. Es notable por su interpretación extremadamente lenta del primer movimiento, de manera solemne, tocando la sonata en más de 45 minutos.

## Análisis de la obra
La obra tiene cuatro movimientos:
1. Molto moderato y cantabile
2. Andante
3. Menuetto: allegro moderato – Trío (molto ligato)
4. Alegreto

Su ejecución dura unos cuarenta minutos pero varía según los ejecutantes.

### 1. Molto moderato y cantabile
Aunque titulada Fantasía, el primer movimiento, Molto moderato e cantabile, es una forma sonata modelo. Las presentaciones de los temas son claras, sin afectación, y el ambiente general de la exposición es de meditación. El desarrollo adquiere un color más oscuro, explorando las tensiones dramáticas que subyacen al tema principal. Dos acordes presentan éste, sucesivamente en si bemol menor y do menor, en episodios tensos, marcados fff . El apaciguamiento vuelve con la recapitulación, que precede a una breve coda que se desvanece en el silencio.

### 2. Andante
El segundo movimiento, en clave de Re mayor dominante, presenta la alternancia de dos temas fuertemente contrastados en forma ABABA.

### 3. Menuetto: allegro moderato – Trío (molto ligato)
El tercer movimiento es un minueto en si menor, la tonalidad relativa del movimiento anterior. Aquí nuevamente hay un contraste total entre el tema del minué y el breve trío en si mayor, con un tema sencillo y delicado, indicado ppp.

### 4. Alegreto
El movimiento final, Allegretto, recupera el tono de sol mayor inicial y el estado de ánimo relajado del primer movimiento. Este movimiento es un rondó de forma A–B–A–C–A. El tema principal, utilizado como estribillo, está bastante desarrollado (54 compases). El primer acorde, en do mayor, presenta un flujo casi ininterrumpido de corcheas. El segundo, en sí mismo en forma A-B-A y en la tonalidad remota de mi bemol mayor, da paso en su centro a un tema presentado pp en el relativo do menor. Momento de intensa poesía e intimidad, este tema presenta la figura rítmica formada por una nota larga seguida de dos notas breves (aquí una blanca y dos negras) tan queridas por Schubert. Como en el movimiento inicial, este movimiento termina con una evocación final del tema principal, a la luz tenue de pp.

## Selección discográfica
- Claudio Arrau: grabación en noviembre de 1990 - (Philips)
- Alfred Brendel: Brendel spielt Schubert ( Decca ) - Schubert 1822-1828 (Philips).
- Radu Lupu: Sonatas para piano D. 845 y D. 894 (1987, Decca).
- Sviatoslav Richter: Piano Sonatas D. 894, D. 575 y D. 840 (1994, 2CD Philips). Video en YouTube.
- Andreas Staier: Sonata para piano D. 894, Impromptus D. 935 (2009, Harmonia Mundi).
- Mitsuko Uchida: Piano Sonatas D. 840 y 894 (1997, Philips – incluida en Mitsuko Uchida Plays Schubert, 2005).
- Christian Zacharias: Sonatas para piano D. 845, D. 850 y D. 894 + piezas para piano D. 593, D. 334 y D. 139 (1992, 2CD EMI Classics).